# Rita Keszthelyi
Rita Keszthelyi (Budapest, 10 dicembre 1991) è una pallanuotista ungherese.

## Biografia
Figlia d'arte, il padre Tibor ha giocato con la nazionale ungherese. 
In carriera ha vestito le calottine di UVSE, Szentes, Dunaujvaros, Eger, Orizzonte Catania e Mataró.

## Palmarès
- Olimpiadi

Tokyo 2020: 
- Mondiali

Barcellona 2013: 
Budapest 2022: 
Doha 2024: 
Singapore 2025: 
- Europei

Eindhoven 2012: 
Budapest 2014: 
Belgrado 2016: 
Budapest 2020: 
- World League

Atene 2021: 